# 에피갈로카테킨 갈레이트
에피갈로카테킨 갈레이트(Epigallocatechin gallate, EGCG, 갈산염-3-에피갈로카테킨) 혹은 카테킨은 녹차엽의 추출물인 폴리페놀의 일종으로 강력한 항산화 작용을 하는 것으로 알려져있다.

## 효과
녹차에 함유되어 있는 에피갈로카데인 갈라이트가 인체에 유익한 여러 효과가 있다는 연구 발표가 있었다.

### 신종플루(H1N1) 작용
EGCG는 신종플루 H1N1아형 바이러스 외에도 계절형 독감바이러스와 조류 인플루엔자에도 공통적으로 강력한 항바이러스 효능을 지녔다. 또한 타미플루는 바이러스의 확산을 막는 데 효과는 있으나 바이러스를 사멸하는 기능은 없다. 이에 비해 카테킨은 바이러스를 파괴해 직접적으로 사멸시키는 효과가 있으며 그 치료효과는 타미플루보다 약 100 배정도 높다.

### 전립선암성장 저해
에피갈로카테킨 갈레이트가 전립선암의 성장을 저해한다는 것이 미국 루이지애나주립대학 헬스사이언스센터의 제임스 A. 카델리 교수팀에 의해 밝혀졌다. 이 연구는 미국 암연구협회(AACR)가 발간하는 학술저널 ‘암 예방연구’誌(Cancer Prevention Research) 7월호의 임상 2상 논문에 기술되어 있다.

### 백혈병 치료 효과
미국 메이요 클리닉의 타이트 샤나펠트 박사 팀은 에피갈로카테킨 갈레이트 성분은 암 세포를 죽이고, 질병 통증을 줄여 주며 만성림프구 백혈병(CLL)의 고통을 완화시킨다고 발표하였다.

### 당뇨예방 및 지연
에피갈로카테킨 갈레이트 성분이 1형 당뇨병 발병을 예방하거나 발병 속도를 늦출 수 있는 것으로 나타났다. 조지아의대 연구팀은 항산화성분인 EGCG 성분은 쇼그렌증후군과 1형당뇨병은 자가면역질환으로 연구팀은 EGCG가 효과적일 수 있다고 밝혔다.

### 고지혈증,동맥경화예방
에피갈로카테킨 갈레이트 성분은 고밀도 콜레스테롤을 높이고 저밀도 콜레스테롤과 중성지방은 낮춘다. 또한 혈소판 응집을 막고 트롬복산(국소혈관에 작용하는 혈관수축 호르몬) 형성을 억제해 동맥경화를 예방한다.

## 부작용

### 벨케이드 복용시 주의
에피갈로카테킨 갈레이트 성분이 다발성골수종이나 맨틀 세포 림프종(mantle cell lymphoma) 같은 암을 치료하는 데 사용되는 항암제 약물의 항암 효과는 떨어뜨리린다는 연구결과가 발표됐다. 서던캘리포니아대학 연구팀이 《Blood》 저널에 밝힌 쥐를 대상으로 한 연구결과에 의하면 EGCG라는 녹차 추출물 속 성분이 '벨케이드(Velcade)'라는 약물의 항암 활성을 파괴하는 것으로 나타났다.
EGCG 성분이 벨케이드와 화학적 결합을 형성할 수 있어 벨케이드가 종양세포내 달라 붙어야 하는 표적에 더 이상 결합하지 못하기 때문에 벨케이드를 복용중인 사람들은 녹차를 마시는 것을 가급적 피해야 한다고 강조했다.

### 임신중 유산 주의
2세 미만의 아이와 임산부, 수유 중에는 섭취하지 않는 게 좋으며 특히 임신중 과다 섭취는 유산 가능성을 높인다는 연구결과도 보고됐다.

## 효과의 과장에 대한 비판
건강보조 식품에 에피갈로카테킨 갈레이트 또는 카데킨이 포함되어 있다며 의학품과 같은 효능이 있는 것처럼 광고하는 경우가 끊이지 않고 있다. 식품의약품안전청은 이러한 과장 광고에 대해 지속적으로 단속하고 있으며, “녹차카데킨”의 효능효과를 광고함에 있어 “항암작용, 항염작용, 고혈압예방, 변비치료, 당뇨예방.....등등”의 의학적 효능효과를 광고하여 소비자로 하여금 동 제품에 광고된 의학적 효능효과가 있는 것으로 오인케할 광고를 하는 것은 허위 과장 광고임을 밝히고 있다.
또한, 식품의약품안전청은 차 추출물이 고과당 옥수수시럽으로 인한 당뇨병 유발 감소에 효과가 있다는 치탕 호 등의 일부 연구 결과는 고과당 옥수수 시럽에 들어있는 재활성 탄수화물에만 해당할 뿐 설탕에는 해당하지 않아 그 효과가 제한적임을 지적하고 있다. 식품의약품안전청은 오히려 재활성 탄수화물이 오렌지 쥬스등에도 들어있고 건강한 식습관을 형성할 수 있는 물질이고 당뇨병은 단일 식품 하나만의 섭취로 발병하는 것이 아니기 때문에 차 추출물이 당뇨병에 효용이 있다는 것은 잘못이라고 밝히고 있다.

## 같이 보기
- 탄닌
- 녹차추출물